# Islands in the Stream (bài hát)
"Islands in the Stream" là một bài hát của hai nghệ sĩ thu âm người Mỹ Kenny Rogers và Dolly Parton nằm trong album phòng thu thứ 13 của Rogers, Eyes That See in the Dark (1983). Nó được phát hành như là đĩa đơn đầu tiên trích từ album vào ngày 1 tháng 7 năm 1983 bởi RCA Records. Bài hát được đồng viết lời bởi ba thành viên Barry Gibb, Robin Gibb và Maurice Gibb thuộc nhóm nhạc Bee Gees và họ cũng tham gia góp giọng nền cho nó, trong khi phần sản xuất được đảm nhiệm bởi đội sản xuất Gibb-Galuten-Richardson (Barry Gibb, Albhy Galuten và Karl Richardson). Ban đầu được dự định sẽ do Marvin Gaye thể hiện và được đặt tên dựa theo tiểu thuyết năm 1970 cùng tên của Ernest Hemingway, "Islands in the Stream" là một bản country pop kết hợp với những yếu tố từ soft rock mang nội dung đề cập đến tình yêu của một cặp đôi trước những sóng gió của cuộc sống, trong đó họ khẳng định tình cảm bền chặt dù cho tồn tại những tính cách khác biệt như những hòn đảo trên dòng chảy.
Sau khi phát hành, "Islands in the Stream" nhận được những phản ứng tích cực từ các nhà phê bình âm nhạc, trong đó họ đánh giá cao sự ăn ý của hai nghệ sĩ cũng như quá trình sản xuất nó. Ngoài ra, bài hát còn gặt hái nhiều giải thưởng và đề cử tại những lễ trao giải lớn, bao gồm chiến thắng tại giải thưởng Âm nhạc Mỹ hai năm liên tiếp (1984 và 1985) cho Đĩa đơn Đồng quê được yêu thích nhất và một đề cử giải Grammy cho Trình diễn giọng Pop xuất sắc nhất của bộ đôi hoặc nhóm nhạc tại lễ trao giải thường niên lần thứ 26. "Islands in the Stream" cũng tiếp nhận những thành công vượt trội về mặt thương mại, đứng đầu các bảng xếp hạng ở Úc và Canada, và lọt vào top 10 ở hầu hết những quốc gia nó xuất hiện, bao gồm vươn đến top 5 ở những thị trường lớn như Áo, Bỉ, Ireland, Hà Lan, New Zealand, Na Uy và Thụy Điển. Tại Hoa Kỳ, nó đạt vị trí số một trên bảng xếp hạng Billboard Hot 100 trong hai tuần liên tiếp, trở thành đĩa đơn quán quân thứ hai của Rogers lẫn Parton tại đây.
Để quảng bá cho "Islands in the Stream", hai nghệ sĩ đã trình diễn nó trên nhiều chương trình truyền hình và lễ trao giải lớn, bao gồm Good Morning America và giải Hiệp hội Nhạc Đồng quê năm 1983, cũng như trong nhiều chuyến lưu diễn của họ. Kể từ khi phát hành, bài hát đã được hát lại và sử dụng làm nhạc mẫu bởi nhiều nghệ sĩ, như Reba McEntire, Kylie Minogue, Ronan Keating, Blake Shelton, Carrie Underwood, Miley Cyrus và chính tác giả của nó Bee Gees, cũng như xuất hiện trong nhiều tác phẩm điện ảnh và truyền hình, bao gồm General Hospital, Jane The Virgin, Supergirl, The Good Doctor, The Resident, Stranger Things và Gavin and Stacey. Ngoài ra, bài hát còn nằm trong những album tuyển tập của Rogers và Parton, như Greatest Hits (1988), 42 Ultimate Hits (2004) và 21 Number Ones (2006) của Rogers, cũng như Ultimate Dolly Parton (2003) và The Very Best of Dolly Parton (2007) của Parton.

## Danh sách bài hát
Đĩa 7" tại Hoa Kỳ
1. "Islands in the Stream" – 4:08
2. "I Will Always Love You" – 4:20

Đĩa 7" tại Anh quốc
1. "Islands in the Stream" – 4:08
2. "Midsummer Nights" – 3:50

## Xếp hạng
| Bảng xếp hạng (1983-84)               | Vị trí cao nhất |
| ------------------------------------- | --------------- |
| Úc (Kent Music Report)                | 1               |
| Áo (Ö3 Austria Top 40)                | 2               |
| Bỉ (Ultratop 50 Flanders)             | 4               |
| Canada (RPM)                          | 1               |
| Canada Adult Contemporary (RPM)       | 1               |
| Canada Country (RPM)                  | 1               |
| Đức (Official German Charts)          | 25              |
| Ireland (IRMA)                        | 2               |
| Hà Lan (Dutch Top 40)                 | 4               |
| Hà Lan (Single Top 100)               | 5               |
| New Zealand (Recorded Music NZ)       | 2               |
| Na Uy (VG-lista)                      | 2               |
| Nam Phi (Springbok Radio)             | 4               |
| Tây Ban Nha (AFYVE)                   | 28              |
| Thụy Điển (Sverigetopplistan)         | 3               |
| Anh Quốc (OCC)                        | 7               |
| Hoa Kỳ Billboard Hot 100              | 1               |
| Hoa Kỳ Adult Contemporary (Billboard) | 1               |
| Hoa Kỳ Hot Country Songs (Billboard)  | 1               |

| Bảng xếp hạng (1983)                 | Vị trí |
| ------------------------------------ | ------ |
| Australia (Kent Music Report)        | 40     |
| Belgium (Ultratop 50 Flanders)       | 83     |
| Canada (RPM)                         | 15     |
| Canada Country (RPM)                 | 4      |
| Netherlands (Dutch Top 40)           | 61     |
| Netherlands (Single Top 100)         | 54     |
| New Zealand (Recorded Music NZ)      | 40     |
| UK Singles (Official Charts Company) | 68     |
| US Adult Contemporary (Billboard)    | 40     |
| Bảng xếp hạng (1984)                 | Vị trí |
| Australia (Kent Music Report)        | 10     |
| Austria (Ö3 Austria Top 40)          | 6      |
| South Africa (Springbok Radio)       | 4      |
| US Billboard Hot 100                 | 56     |

| Bảng xếp hạng                | Vị trí |
| ---------------------------- | ------ |
| US Billboard Hot 100         | 238    |
| US Billboard Hot 100 (Women) | 73     |
| US Country Songs (Billboard) | 32     |

## Chứng nhận
| Quốc gia | Chứng nhận | Số đơn vị/doanh số chứng nhận |
| --- | ---------- | ----------------------------- |
| Canada (Music Canada) | Bạch kim   | 100.000^                      |
| Anh Quốc (BPI) | Vàng       | 500.000‡                      |
| Hoa Kỳ (RIAA) | Vàng       | 500.000‡                      |
| * Chứng nhận dựa theo doanh số tiêu thụ. ^ Chứng nhận dựa theo doanh số nhập hàng. ‡ Chứng nhận dựa theo doanh số tiêu thụ và phát trực tuyến. |            |                               |